# گروه اوتو
گروه اوتو (انگلیسی: Otto GmbH) شرکت تجارت الکترونیک آلمانی است، که در زمینه فروش اینترنتی و خرده‌فروشی فعالیت می‌کند.
گروه اوتو در سال ۱۹۴۹ توسط ورنر اوتو تأسیس شد و هم‌اکنون خدمات خود را در ۲۰ کشور جهان عرضه می‌نماید. دفتر مرکزی این شرکت در شهر هامبورگ، آلمان قرار دارد و کلیه سهام آن متعلق به مایکل اوتو می‌باشد.